# Gare de Peyrehorade
Gare de Peyrehorade vasútállomás Franciaországban, Peyrehorade településen.

## Vasútvonalak
Az állomást az alábbi vasútvonalak érintik:
- Toulouse–Bayonne-vasútvonal

## Kapcsolódó állomások
A vasútállomáshoz az alábbi állomások vannak a legközelebb:
- Gare de Puyoô
- Gare d’Urt